# Kaiser Wilhelm (Schiff, 1887)
Der Raddampfer Kaiser Wilhelm wurde 1887 in der Schiffswerft Blasewitz gebaut. Das Schiff wurde mit der Baunummer 21 auf Kiel gelegt. Namensgeber des Schiffes war der deutsche Kaiser Wilhelm I. Im Jahr 1919 erfolgte die Umbenennung in Grosspriesen und 1920 in Saxonia.

## Die Zeit bis 1919
Nach der Indienststellung im Mai 1887 fuhr der Glattdeckdampfer bis 1921 für die Sächsisch-Böhmische Dampfschiffahrts-Gesellschaft (SBDG). Infolge der Indienststellung der Kaiser Wilhelm II. im Jahr 1900 wurde das Schiff für zwei Jahre wegen Überkapazitäten außer Dienst gestellt.
Am Ende des Ersten Weltkrieges wurde das Schiff 1918 aufgrund schwieriger wirtschaftlicher Bedingungen aufgelegt. Am 25. Mai 1919 wurde es, wie alle Schiffe, die Namen eines Monarchen oder einer Monarchie trugen, umbenannt und erhielt den Namen Grosspriesen nach dem böhmischen Elbdorf Großpriesen (tsch. Velké Březno). Am 11. September 1919 wurde es für 115.000 Mark an die Reederei Otto Krietsch in Magdeburg verkauft.

## Die Zeit nach 1919
Das Schiff erhielt hier ein Oberdeck und eine Dampfsteuermaschine und kam als Saxonia zum Einsatz. Das Schiff wurde 1938 von der Hamburger Reederei Behnke & Mewes ersteigert. Allerdings taucht das Schiff in den Schiffslisten der Reederei nicht auf. Im Winter 1940/41 sank es durch Eisdruck im Hafen von Derben (Sachsen-Anhalt). 1959 wurde das Schiff abgewrackt. Über den Einsatz des Schiffes in der DDR ist nichts bekannt.

## Die Dampfmaschine
Die Dampfmaschine war eine oszillierende Niederdruck-Zweizylinder-Zwillings-Dampfmaschine mit Einspritzkondensation und einer Leistung von 110 PS. Sie stammt von der 1858 gebauten Kronprinz. Gebaut wurde sie von der englischen Maschinenbauanstalt John Penn and Sons. Der Zwei-Flammrohr-Kofferkessel wurde von der Sächsischen Dampfschiffs- und Maschinenbauanstalt der Österreichische Nordwest Dampfschiffahrtsgesellschaft in Dresden gebaut.

## Kapitäne des Schiffes
- Carl Friedrich Klemm 1887–1888
- Carl August Russmann 1889–1890
- Friedrich Carl Kunze 1891–1897
- Carl Friedrich Jahn 1898–1899
- Ernst Heinrich Oskar Höhle 1902–1917